# 中華人民共和國香港特別行政區第十三屆全國人民代表大會代表選舉
2017年香港特別行政區全國人民代表大會代表選舉於2017年12月19日舉行，選出13屆港區全國人大代表。
2017年香港人口7,390,000，其中1,796人（0.02%）是有提名權和投票權的「選舉會議成員」，另有19人是審查參選資格的「選舉會議主席團」。每名成員可投票36人（術語為全票制），任何人在提名期獲10票提名者即可交予「主席團」審查資格。本屆有59人獲提名，主席團取消其中10人資格；即投票時有49名候選人，其中36人最終被選出（36/49= 73%）。

## 提名權和投票權
2017年香港人口7,390,000，其中1,796人（0.02%）是有提名權和投票權的「選舉會議成員」。
「選舉會議成員」資格為：
- 2012年港區人大代表選舉的選舉會議成員
- 第十二屆港區全國政協委員
- 香港選舉委員會的中國公民，但本人不願參加的除外
- 香港特首林鄭月娥

按2017年9月1日公佈的名單，共1,989人。

## 參選資格審查權

### 審查者
「選舉會議主席團」有參選資格審查權。在2017年11月22日的全體選舉會議上，成員通過了捆綁式的「19人主席團名單」（不是逐人逐人選出），該名單有1423人支持、8人不支持、31人棄權（選舉會議成員1,989人，出席1,462人）。19人主席團為：劉漢銓、楊孫西、楊耀忠、吳光正、吳清輝、余國春、張學明、陳永棋、陳鑑林、范徐麗泰、林鄭月娥（現任特首）、林淑儀、袁武、高永文、梁振英（前特首）、董建華（前特首）、廖長城、譚惠珠和譚錦球。前特首曾蔭權沒有入選主席團引起囑目，一般猜測是因為他在2017年2月因公職人員行為失當被判有罪（詳見曾蔭權涉貪案）。

### 被取消資格的參選人
提名期獲10票提名者即可交予「主席團」審查資格，審查重點在於本屆只於香港特別新設的「參選聲明」，即「擁護中華人民共和國憲法、擁護香港基本法、效忠中國香港」，中國其他各省不設此聲明。
本屆有59人獲提名，主席團取消其中10人資格，均屬泛民主派，較著名者有郭家麒（原因：沒有簽署聲明，他主張只有香港人大設參選聲明屬歧視），楊繼昌（原因：主席團裁定他言行不符參選聲明）。另外7名被消資格的純屬玩票性質，他們曾參與2016年旺角魚蛋暴動，傳媒普遍稱他們為「鳩嗚團」。非建制派（泛民）參選人中，只有2人通過資格審查，而他們都是香港選舉委員會委員，高教界選委王凱峰和基督教選委林亨利。

## 結果
49名候選人競爭36席（36/49= 73%）。每名「選舉會議成員」可投票36人（術語為全票制）。
當選者於第十三屆全國人民代表大會會期開始（2018年3月）起正式就任，接替以往的第十二屆港區全國人大代表。

### 當選名單
| 排序 | 成員   | 得票 | 排序 | 成員     | 得票 |
| 1    | 陳智思 | 1693 | 19   | 譚耀宗   | 1548 |
| 2    | 霍震寰 | 1670 | 20   | 林龍安   | 1547 |
| 3    | 李引泉 | 1666 | 21   | 鄺美雲   | 1546 |
| 4    | 王庭聰 | 1663 | 22   | 田北辰   | 1543 |
| 5    | 馬逢國 | 1663 | 23   | 蔡毅     | 1543 |
| 6    | 盧瑞安 | 1654 | 24   | 陳振彬   | 1540 |
| 7    | 黃玉山 | 1652 | 25   | 林順潮   | 1520 |
| 8    | 陳勇   | 1651 | 26   | 雷添良   | 1519 |
| 9    | 黃友嘉 | 1650 | 27   | 吳秋北   | 1492 |
| 10   | 姚祖輝 | 1642 | 28   | 吳亮星   | 1477 |
| 11   | 葉國謙 | 1611 | 29   | 朱葉玉如 | 1473 |
| 12   | 馬豪輝 | 1600 | 30   | 陳亨利   | 1457 |
| 13   | 李君豪 | 1594 | 31   | 陳曼琪   | 1421 |
| 14   | 廖長江 | 1584 | 32   | 李應生   | 1326 |
| 15   | 譚志源 | 1580 | 33   | 張俊勇   | 1303 |
| 16   | 鄭耀棠 | 1570 | 34   | 蔡素玉   | 1297 |
| 17   | 顏寶鈴 | 1555 | 35   | 洪為民   | 1276 |
| 18   | 胡曉明 | 1549 | 36   | 王敏剛   | 1275 |

#### 递补代表
递补代表是在此次選舉未當選的候選人中，得票數不少於選票總數三分之一的候選人才擁有資格進入此席位，若正任代表因故出缺，將由递补代表中得票最高的接任，如此類推。
| 排序 | 成員   | 得票 | 排序 | 成員   | 得票 |
| 1    | 陳曉峰 | 1186 | 4    | 龐維仁 | 966  |
| 2    | 黃均瑜 | 1179 | 5    | 關景輝 | 677  |
| 3    | 何漢權 | 983  | 6    | 詹美清 | 664  |

排序依照選票多少而定，排首位的是獲得最多票的候選人，如此類推。

#### 其餘未能當選任何職位的候選人
| 排序 | 成員   | 得票 | 排序 | 成員   | 得票 |
| 1    | 張明敏 | 522  | 5    | 林亨利 | 256  |
| 2    | 何建宗 | 518  | 6    | 王凱峰 | 155  |
| 3    | 林新強 | 283  | 7    | 季霆剛 | 112  |
| 4    | 劉夢熊 | 257  |      |        |      |

排序依照選票多少而定，排首位的是獲得最多票的候選人，如此類推。